# Fri idræt
Fri idræt er en dansk dokumentarfilm fra 1953.

## Handling
Optagelser fra Den Jyske Idrætsskole i Vejle. Instruktioner i disciplinerne løb, gymnastik, højdespring, længdespring, trespring, stangspring, kuglestød, diskoskast, spydkast, hammerkast og skovtræning. Et titelskilt introducerer hver disciplin.